# Ґнойниці (ґміна)
Ґміна Ґнойниці — колишня сільська ґміна у Яворівському повіті Львівського воєводства Польської республіки. У 1934—1939 роках центром ґміни було село Глиниці.
1 серпня 1934 року було створено ґміну Ґнойниці у Яворівському повіті. До неї увійшли сільські громади: Будзинь, Воля Ґнойніцка, Ґнойниці (Глиниці), Грущовіце (Грушовичі), Млини, Хотинєц.
У 1934 році територія ґміни становила 88,43 км². Населення ґміни на 1931 рік становило 7951 особу. Налічувалося 1395 житлових будинків.
Національний склад населення ґміни Ґнойниці на 1 січня 1939 року:
| село           | населення | українці-грекокатолики | українці-латинники | євреї  | поляки | польські колоністи |
| -------------- | --------- | ---------------------- | ------------------ | ------ | ------ | ------------------ |
| Будзинь        | 700       | 570                    | 100                | 10     | 20     |                    |
| Воля Глиницька | 1350      | 700                    | 470                | 25     | 20     | 135                |
| Глиниці        | 2080      | 1495                   | 535                | 25     | 25     |                    |
| Грушовичі      | 1020      | 960                    | 10                 | 20     | 30     |                    |
| Млини          | 1280      | 1265                   | 10                 | 5      |        |                    |
| Хотинець       | 2130      | 2040                   | 35                 | 50     | 5      |                    |
| Загалом        | 8560      | 7030                   | 1160               | 135    | 100    | 135                |
| Відсотки       | 100 %     | 82,13 %                | 13,55 %            | 1,58 % | 1,17 % | 1,58 %             |

Відповідно до Пакту Молотова — Ріббентропа 28 вересня територія ґміни була зайнята СРСР. Ґміна ліквідована 17 січня 1940 року у зв'язку з утворенням Краківецького району.